# Orsomarso Sportivo Clube Femenino
El Orsomarso Sportivo Clube Femenino es un club de fútbol femenino vinculado al Orsomarso Sportivo Clube, cuyo primer equipo participa en la Liga Profesional Femenina de Colombia.

## Historia

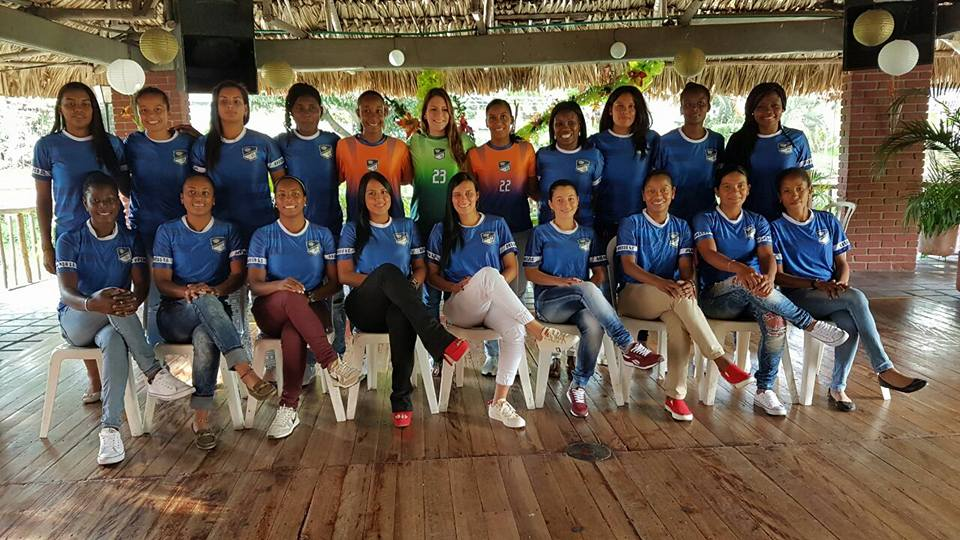
Primeras Integrantes del equipo profesional del Orsomarso S.C. femenino, equipo conformado para afrontar la temporada futbolística del 2017

El equipo fue presentado oficialmente el 24 de octubre de 2016 en el municipio colombiano de Palmira. El club accedió a la disputa del torneo profesional colombiano haciendo uso de su derecho a participar merced a contar con reconocimiento deportivo de Coldeportes y la Dimayor. El equipo conforma su nómina profesional a partir de seleccionar jugadoras de las escuelas deportivas: Astros Palmira, Femenino Palmira y Carlos Sarmiento Lora, además de mantener algunas integrantes que se habían formado en el club y que con este en la temporada 2016 ya habían tomado parte en la disputa del Campeonato Nacional de Fútbol Femenino, torneo aficionado en el que llegaron a disputar la segunda ronda  . Por medio de dicho proceso de selección el equipo se reforzó integrando jugadoras de larga trayectoria en el proceso femenino de la Selección de fútbol del Valle del Cauca, algunas de las cuales habían tenido participación en la Selección Colombia.

### Temporada 2017
En conformidad con el sistema de juego establecido para la disputa del torneo nacional para el año 2017 Orsomarso fue ubicado en el grupo C del campeonato, donde por proximidad geográfica enfrentará en primera ronda a cinco equipos más: dos equipos también del Valle del Cauca, dos del eje cafetero y al Deportivo Pasto.
En la primera ronda del torneo Orsomarso logró una muy buenos resultados. A lo largo de la ronda de grupos Osomarso marchó invicto durante nueve fechas consecutivas, ganando varios partidos con marcadores abultados y recibiendo muy pocos goles en contra, tan solo dejando de ganar contra el América de Cali, equipo con el cual empató sin goles en condición de visitante y perdiendo como local con Deportivo Pereira en la fecha final. Esta campaña permitió al equipo clasificarse a segunda ronda como mejor de su grupo con una fecha de anticipación.
En segunda Ronda Orsomarso se enfrentaría al Atlético Bucaramanga, este último equipo clasificado como segundo mejor del grupo A. Orsomarso perdería el duelo de ida como visitante por dos goles a cero; en el partido de vuelta alcanzaría una victoria por dos a uno, pese a esta última victoria el equipo sería eliminado al ser el marcador global de tres goles a dos a favor de Bucaramanga.

### Cambio de sede
A pesar del acompañamiento recibido por la hinchada en la ciudad de Palmira a lo largo de 8 años desde su fundación, el club a inicios del año 2025 tomaría la decisión de trasladar su sede al municipio de Yumbo. Un convenio administrativo con la alcaldía de Yumbo por el término de 3 años para la rama femenina y 1 año para la masculina, permitió que para la temporada 2025 el equipo empezara a jugar en condición de local en el Estadio Municipal Raúl Miranda.

## Datos del club
- Temporadas en 1ª: 1 (2017)
- Primer partido oficial: Orsomarso Sportivo Clube vs América de Cali el 19 de febrero del 2017.
- Mayor cantidad de goles anotados en un partido de primera división:
  - Deportivo Pasto 0-5 Orsomarso el 4 de marzo del 2017.
- Mayor cantidad de goles recibidos en un partido de primera división:
  - Atlético Bucaramanga 2-0 Orsomarso el 21 de mayo del 2017.
- Gol más rápido
  -  Ingrid Vidal a los 14 segundos en la victoria 4-1 contra Deportivo Pasto Femenino el 16 de abril de 2017.

### Resultados históricos del club
| 2017 | 1.ª               | 12 | 9 | 1 | 2 | 6º/18 | 00 | 00 | 00 | 00 | 12 | 9 | 1 | 2 | 77.78% | 24 | 7 | 17 |
| Consolidado total | Consolidado total | 12 | 9 | 1 | 2 |       | 00 | 00 | 00 | 00 | 12 | 9 | 1 | 2 | 77.78% | 24 | 7 | 17 |
| P.= Partidos; G. = Ganados; E. = Empatados; D. = Derrotas; Pos. = Posición; G. F. = Goles a favor; G. C. = Goles en contra; D. G. = Diferencia de goles Actualizado hasta el 8 de enero de 2017. |                   |    |   |   |   |       |    |    |    |    |    |   |   |   |        |    |   |    |

## Jugadoras

### Plantel actual
- Jugadoras que se encuentran en fase de recuperación, por algún tipo de lesión.
- Jugadoras que fueron capitanes, en algún partido oficial.
- : Jugadora que ha estado al servicio de la Selección Colombia.

### Entrenadores
| Nombre         | Nacionalidad | Temporadas |
| -------------- | ------------ | ---------- |
| Yemerson Arias | Colombiana   | 2017       |

## Palmarés

### Torneos nacionales oficiales
| Competición Nacional | Títulos | Subtítulos |
| -------------------- | ------- | ---------- |
| Liga colombiana      | -       | -          |